# Aqua Granda
L'Aqua Granda (in tedesco Spöl, talvolta traslitterato come Spuol) è un torrente dell'Italia e della Svizzera.

## Idrografia
Nasce in val Ursera, vicino alla Forcola di Livigno e scorre nella val di Livigno fino all'omonimo paese in provincia di Sondrio.
Attraversata Livigno in tutta la sua lunghezza, il torrente si immette nel lago del Gallo, chiamato anche lago di Livigno. Qui riceve le acque dei suoi maggiori affluenti, fra cui il torrente Federia (che scende dall'omonima valle a nord-ovest dell'abitato di Livigno), il canale Torto, che scende dal passo del Foscagno e l'Acqua del Gallo che entra nell'omonimo lago nel punto più orientale. All'uscita dal lago, in prossimità della diga carrabile "Ponte del Gallo", entra nel territorio del Canton Grigioni, dove percorre la val dal Spöl all'interno del parco nazionale Svizzero confluendo a Zernez da destra nell'Inn, che a sua volta è affluente del Danubio.
L'Aqua Granda è uno dei 4 corsi d'acqua sul territorio italiano a non essere parte del bacino del Mediterraneo assieme alla Drava, alla Slizza e al Reno di Lei. Le sue acque confluiscono nel bacino del Danubio e tale circostanza, unitamente al fatto che la stessa Drava, affluente anch'essa dell'importante fiume, nasca ugualmente in Italia, fa sì che l'Italia abbia diritto di navigazione sul Danubio, in virtù di un trattato internazionale.

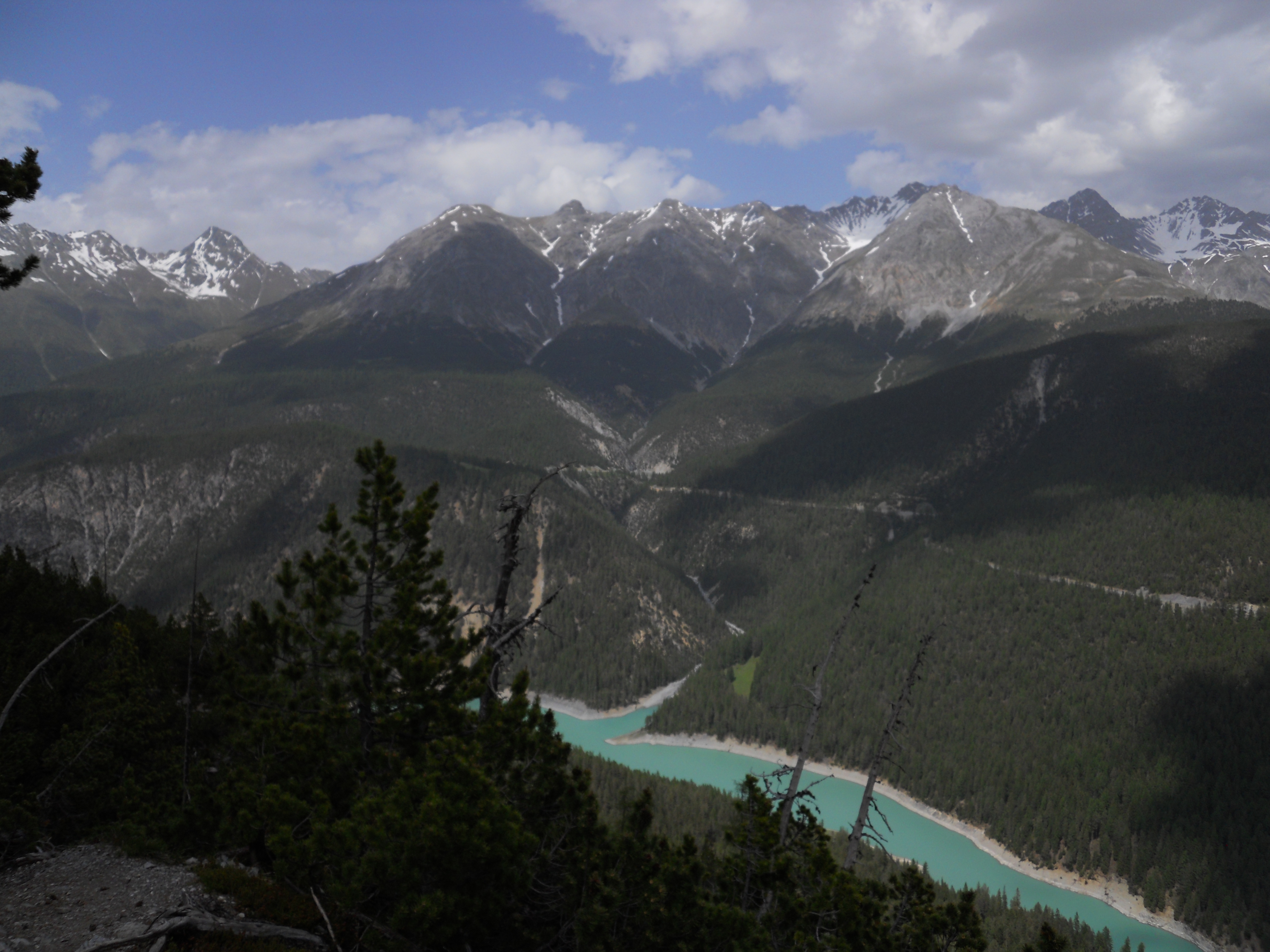
Val dal Spöl in Svizzera, dopo l'uscita dal lago del Gallo

## Inquinamento e risanamento
Durante i lavori di manutenzione della Diga del Punt dal Gall del 2016 da parte delle Officine elettriche dell'Engadina (EKW), il torrente venne contaminato da policlorobifenili utilizzati come agente anticorrosivo. Inizialmente il governo del Canton Grigioni aveva proposto tramite ordinanza nel 2021 il risanamento dei primi 2,75 chilometri del torrente, ma dopo un ricorso da parte del Parco Nazionale Svizzero a marzo 2023 venne trovata un'intesa tra l'EKW, il Parco Nazionale Svizzero e varie associazioni ambientaliste. Tale accordo dovrebbe ampliare di 90 metri il tratto di torrente soggetto al risanamento, mentre la vasca di dissipazione sotto la diga verrà nuovamente ripulita.